# Filip Holender
Filip Holender (sinh 27 tháng 7 năm 1994) là một cầu thủ bóng đá Hungary thi đấu cho Partizan.
Mặc dù sinh ra ở Kragujevac, Nam Tư, ngày nay là Serbia, ông anh là người Hungary và Holender quyết định đại diện Hungary thi đấu quốc tế và ra mắt cho U-21 Hungary ngày 8 tháng 9 năm 2014.

## Thống kê câu lạc bộ
| Câu lạc bộ          | Mùa giải            | Giải vô địch | Giải vô địch | Cúp     | Cúp       | Cúp Liên đoàn | Cúp Liên đoàn | Châu Âu | Châu Âu   | Tổng    | Tổng      |
| Câu lạc bộ          | Mùa giải            | Số trận      | Bàn thắng    | Số trận | Bàn thắng | Số trận       | Bàn thắng     | Số trận | Bàn thắng | Số trận | Bàn thắng |
| ------------------- | ------------------- | ------------ | ------------ | ------- | --------- | ------------- | ------------- | ------- | --------- | ------- | --------- |
| Honvéd              |                     |              |              |         |           |               |               |         |           |         |           |
| 2012–13             | 5                   | 0            | 0            | 0       | 1         | 0             | 0             | 0       | 6         | 0       |           |
| 2013–14             | 23                  | 3            | 3            | 1       | 4         | 0             | 3             | 3       | 33        | 7       |           |
| 2014–15             | 20                  | 3            | 2            | 0       | 4         | 0             | 0             | 0       | 26        | 3       |           |
| 2015–16             | 28                  | 2            | 2            | 1       | -         | -             | 0             | 0       | 30        | 3       |           |
| 2016–17             | 27                  | 2            | 4            | 3       | -         | -             | 0             | 0       | 31        | 5       |           |
| 2017–18             | 23                  | 4            | 7            | 1       | -         | -             | 0             | 0       | 30        | 5       |           |
| 2018–19             | 33                  | 16           | 5            | 3       | -         | -             | 4             | 2       | 42        | 21      |           |
| Tổng                | 159                 | 30           | 23           | 9       | 9         | 0             | 7             | 5       | 198       | 44      |           |
| FC Lugano           | 2019–20             | 27           | 5            | 1       | 0         | -             | -             | 5       | 0         | 33      | 5         |
| FC Lugano           | 2020–21             | 0            | 0            | 1       | 0         | -             | -             | 0       | 0         | 1       | 0         |
| FC Lugano           | Tổng                | 27           | 5            | 2       | 0         | -             | -             | 5       | 0         | 34      | 5         |
| FK Partizan (mượn)  | 2020–21             | 26           | 8            | 4       | 0         | -             | -             | 0       | 0         | 30      | 8         |
| Tổng cộng sự nghiệp | Tổng cộng sự nghiệp | 212          | 43           | 29      | 9         | 9             | 0             | 12      | 5         | 262     | 57        |

Cập nhật theo các trận đấu đã diễn ra tính đến ngày 25 tháng 5 năm 2019.

### Bàn thắng quốc tế
Tính đến 5 tháng 9 năm 2019.
| # | Ngày               | Địa điểm                                           | Số trận | Đối thủ    | Bàn thắng | Kết quả | Giải đấu |
| - | ------------------ | -------------------------------------------------- | ------- | ---------- | --------- | ------- | -------- |
| 1 | 5 tháng 9 năm 2019 | Sân vận động Podgorica City, Podgorica, Montenegro | 4       | Montenegro | 1–0       | 1–2     | Giao hữu |